# Blues Brothers 2000 (jogo eletrônico)
Blues Brothers 2000 é um jogo de videogame criado para Nintendo 64, lançado pela Virgin Interactive em outubro de 2000 na Europa, e pela Titus Software em novembro do mesmo ano na América do Norte. O jogo é de plataformas, vagamente baseado na banda e no filme.

## Jogabilidade
O jogador começa com Elwood na prisão que precisa reunir a banda novamente para o duelo das bandas, que é em menos de dois dias. Depois de salvar o guitarrista, Cab, em seguida, derrotar o diretor, o jogador progride em Chicago, na esperança de encontrar Mac e Buster. Depois de passar sobre os telhados, o jogador entra no Club Willie, onde Mac está sendo mantido em cativeiro. Depois de derrotar Willie, Mac diz que Buster escapou pelo antigo cemitério. Chegando lá, o jogador considera que Buster está atrás de uma árvore. A batalha final acontece em um pântano. 